# 鹃三宝鸟
，是鵑鴗目下唯一的鳥類。僅分布於馬達加斯加及科摩羅群島上，有三個亞種，與地鴗科與佛法僧科關係親近，可能是少數有資格稱為活化石的鳥類之一。
鵑鴗的特色為其頭部偏大、眼睛接近頭頂，且兩性高度相異，雄鳥擁有特殊的金屬綠的光澤並有一條黑色眼帶；而雌鳥則整體偏棕褐色。:391牠們為肉食性，以食用無脊椎動物、昆蟲、爬蟲類為主。因其採一夫一妻制，擁有獨特且響亮的鳴聲，被當地人認為是愛之鳥，也是帶來好天氣的預兆。目前國際自然保護聯盟瀕危物種紅色名錄評為無危。

## 物種命名
最初由約翰·赫曼在其1783年的著作中正式描述鵑鴗，當時劃入杜鵑屬下，並被命名為Cuculus discolor。其分類多次被更動，原先是在杜鵑科下的一個亞科，後在1865年解剖研究上發現其結構較接近佛法僧科而移入該科下。:39020世紀內的不同研究將其與地鴗科與佛法僧科的關係給出互相衝突的看法，後經解剖學及DNA研究發現與同科其他成員有明顯相異的部分，而升格成為亞目。:390現今認為是獨立於前兩者的存在而獨立成鵑鴗目，但仍認為與地鴗科、佛法僧科關係為現存關係最為密切的鳥類。
屬名Leptosomus來自希臘文的leptos，意為纖細、細長；somus意為與身體相關的。:222種小名discolor 源自拉丁文，意為不同顏色的，指其雄雌個體之間明顯的異色性。:137科名Leptosomidae曾被誤拚為Leptosomatidae過，然而現今此名稱是指狹線蟲科。
在鵑鴗目下是現存唯一的單型種。數份研究經過其骨骼結構的模式以及與現存鳥類的比較，認為在北半球出土的絕滅鳥類Plesiocathartes是其基幹成員，而這些化石均在早始新世地層被發現。這種結果若屬實則會使鵑鴗並非地鴗科、佛法僧科的姊妹群，進而符合活化石的條件。因此被認為是少數符合活化石資格的鳥類之一。

### 亞種
鵑鴗擁有三個亞種，主要在其聲音、體色的不同：
- L. d. discolor：分佈於馬達加斯加島、馬約特島和莫愛利島。
- L. d. intermedius：分佈於昂儒昂島。intermedius為拉丁文中間的意思。[11]:206有另一名稱anjouanensis，但現在多認為該名稱是指此亞種的幼年型態。[7]:391數量較少。[5]雌鳥的頭頂是有光澤的黑綠色頭冠，上背部帶有淡綠灰褐色斑點，較暗、較完全有光澤的綠褐色。[8]
- L. d. gracilis：分佈於大科摩羅島。gracilis為拉丁文纖細、優雅、苗條的意思。[11]:176體型是三個亞種裡面最小的，體長平均約38公分。[7]:391雄鳥的下半身毛色較白，雌鳥的尾巴為較亮的栗紅色且身型比雄鳥更小，[5]曾因此被一度獨立成一物種過。[7]:39

## 形態描述
體長38—50公分之間，體重介於160—301公克之間，翼長平均約24.8公分，尾長平均約19.2公分，跗骨平均約3.0公分。:395雖屬名原意指其身體纖細，但鵑鴗實際上是頭大、頸粗、身體沉重的，僅腿部較為纖細且短小。:390眼睛接近頭頂部；喙粗直，有稍微彎曲且鋸齒狀的尖端；翅膀寬長，有中等長度的尾巴。:391

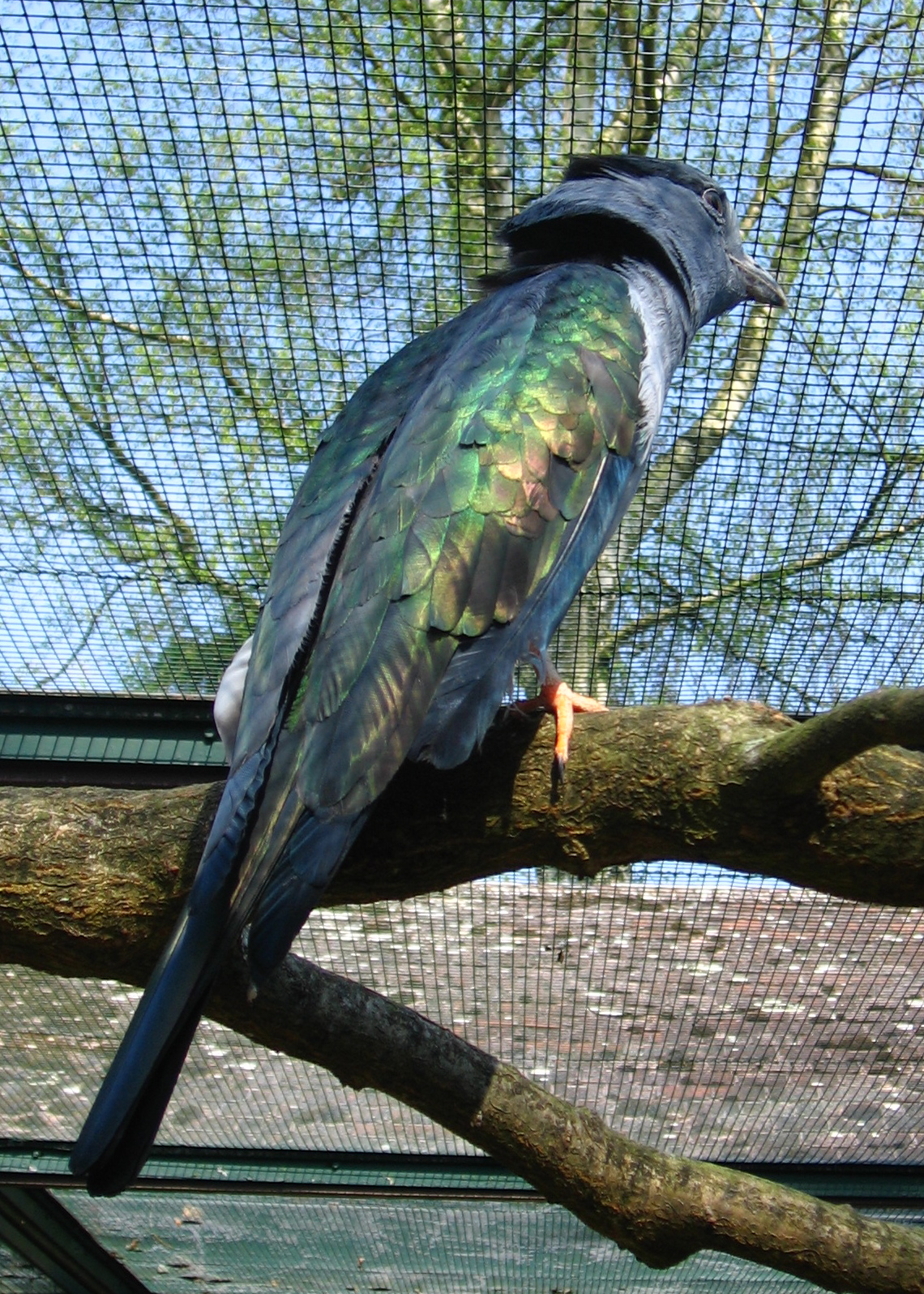
雄性鵑鴗的背面

雌雄異色，雄鳥頭部大多為鉛灰色，腹部淡灰。眼睛周圍有一條黑色的帶紋穿過，頭頂有一黑色區塊。有金屬綠色的背部、尾部和翅膀外側的覆羽帶有紫色光澤，而下半身則多呈灰白色。飛羽呈深藍色，翼下則有白色過渡至暗色的尖端的羽毛。腳部呈棕色或暗橙色。:391雌性的羽毛則呈統一的棕褐色，除了腹部帶有大而深褐色的斑塊，且斑點相當密集。:391
雛鳥的羽毛與雌性相比一般呈現較暗淡的褐色，胸部有淡淡的帶狀斑紋。但L. d. intermedius和L. d. gracilis亞種有一定程度上的兩性異形性。:391而剛孵化的幼鳥身上則是全身白色的長絨毛。

## 棲息地與分佈
鵑鴗僅分佈於馬達加斯加島和科摩羅群島上，約92.8萬平方公里的範圍裡。牠們是留鳥，不分人工或自然環境，在其分布區域內都有可能會出沒，:391也不太分海拔範圍地從接近海平面到海拔2000公尺的高山地帶都有機會出現，:392並且可以只住在僅12公頃大的一小片森林內。但是其生命週期需要仰賴森林環境完成，:391故主要棲息在密集的高大樹木組成的森林中。牠們通常在棲息和覓食於樹冠層，但很少停在突出的樹枝上。但有觀察報告指出大科摩羅島上的鵑鴗主要是棲息時森林中層而非樹冠層。
在馬達加斯加，鵑鴗會出現在各種環境中，包含各種熱帶森林環境、人造的樹木種植區以及更開闊的公園地帶，或甚至是退化的環境。在馬達加斯加東南部，有曾觀察到牠們出現在離森林數公里遠的農業地區過。而在科摩羅群島，也是出沒在森林地區或是被分割或破碎的林地中，但分布也似乎相當零散。:392

## 習性
鵑鴗通常成對或成家族群體出現，並常常可見一小群在森林的上空飛行。待在樹林中歇息時往往長時間靜止不動，若不出聲則在茂密的雨林樹冠中很難找到牠們，並因此對其社交行為認知較少。:392其飛行緩慢深沉，拍翅有力且靈活且有節奏性。:392雖然為留鳥，但在島內有一定程度的遷徙行為，:393—394有直接觀察到其飛行數公里的紀錄，並提出牠們可能會東西向季節性遷徙的看法。

### 食性

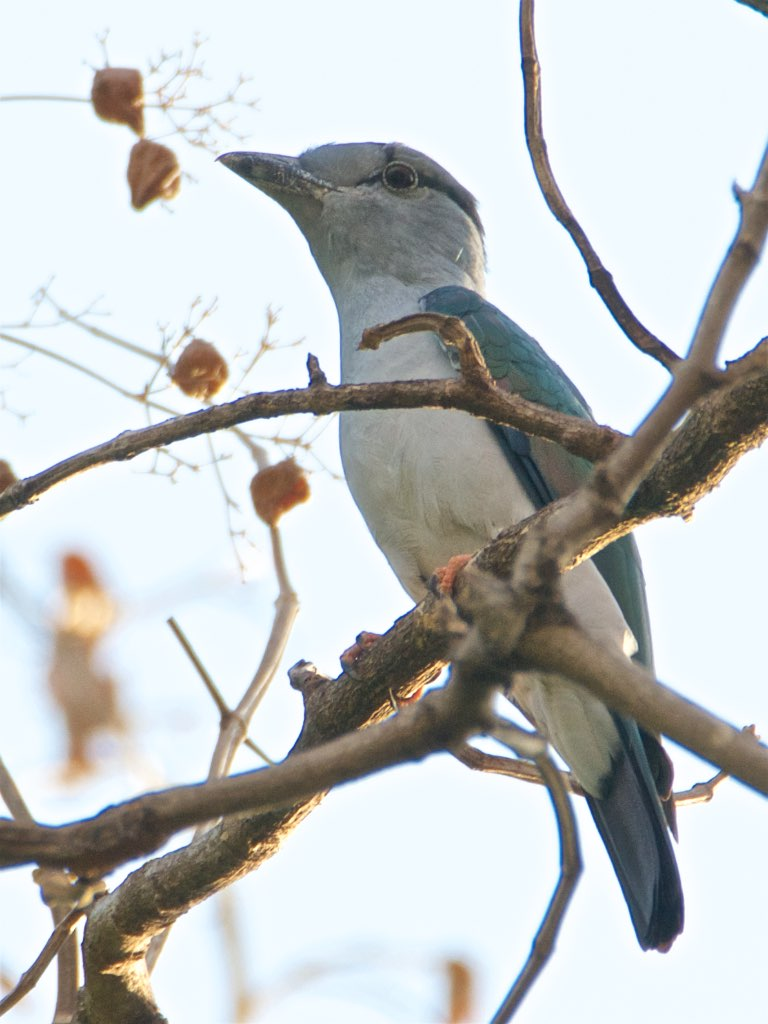
雄性鵑鴗正面，可見明顯見其黑色眼帶

鵑鴗為肉食性，主要以陸生無脊椎動物、大型昆蟲、壁虎、蜥蜴及變色龍為食，包含昆蟲、蝗蟲、毛毛蟲、竹節蟲、螳螂、蟑螂、蟬和蚱蜢等。在圈養環境中，家禽的肉、魚肉、醃牛肉和南蜥屬的蜥蜴也可作為食物選項。習慣以樹上伏擊或主動空中覓食的方式狩獵。腳及爪子較脆弱而無法協助處理食物，較常用喙將獵物往樹枝或樹幹敲打以處理食物。:392

### 繁殖
鵑鴗的繁殖季節在不同島上有所變化，科摩羅群島的繁殖季節從九月中旬開始，而馬達加斯加島則是在十一月左右開始。採一對一的婚配制度，雄鳥和雌鳥經常進行滑翔的展示飛行。
雖然鵑鴗早在1753年就已被發現，但鵑鴗的巢遲至1965年才被發現。:393築巢在無患子科的Tina isoneura或欖仁樹的樹洞中，離地約4—6公尺高，雌鳥直接將卵產在天然洞內底部，且不加任何墊料。:393該樹洞深度可達1.2公尺，寬度為250—380公釐。每窩蛋有4—5顆，是略帶綠褐色或淡奶油色的白色，平均長45公分、寬38公分。:393孵化期至少為20天，期間雌鳥負責孵蛋，雄鳥負責提供食物。孵化後約30天即離巢。:393

### 叫聲
牠們的叫聲相當獨特且響亮，最常被觀察到的就是雄鳥在飛行及休息時會重複多次發出「weeell weeell weeell weeell」或「dree-oo-dree-oo-dree-oo」的哨音，最後數個音符的音調和強度會稍微下降。也可以在夜間聽到鳴叫聲，並隨著時節轉換會不同的聲音，如繁殖期間會有類似椋鳥叫聲的「kriuuu」、柔和悲傷的「trooo」和「hiyer」；:392而在展示飛行時會有「kwi-yu」的聲音。隨著不同亞種會有些微不同。

## 天敵與威脅
蛇類、馬島長尾狸貓、猛禽如馬達加斯加獵鷹可能襲擊鳥巢並吃掉裡面的幼鳥或蛋。:393
而其在馬達加斯加的森林棲地，近年來不斷遭受被砍伐的威脅使其棲地縮小。:394

## 保護狀況
據2021年的一次研究估計，整個馬達加斯加和葛摩群島上可能約有55萬隻鵑鴗。因為能住在相當破碎的森林，:394分布範圍相當廣泛，未達易危的標準；即使其族群趨勢似乎在減少，但下降速度仍不被認為足以進入該標準，因此目前國際自然保護聯盟瀕危物種紅色名錄在2016年評估時仍評為無危。但其亞種L. d. gracilis可能只有100對，而L. d. intermedius少於100對，且1985—1989年有證據指出L. d. intermedius的數量曾明顯下降。

## 與人類的關係
鵑鴗在马达加斯加语中有多個名稱，在馬達加斯加南部的貝倫蒂被稱為或、在北部的馬魯武艾和安班加被稱為，其中馬魯武艾人也會稍加變音而稱做。鵑鴗通常可以馴化且容易接近，在當地部分文化中是代表晴朗天氣的吉兆。因為其常常成對出沒，馬拉加西人認為牠們代表了一對夫婦的結合，因此被視為「愛之鳥」。薩卡拉瓦人會使用其身上部分部位做為愛情藥或壯陽藥使用，但也有另一報告指出薩卡拉瓦人將其飛過屋頂的行為視為死亡的到來。:394

## 外部連結
- 维基共享资源上的相關多媒體資源：鵑鴗
- 維基物種上的相關：鵑鴗
- Xeno-canto上收錄的鵑鴗叫聲 （页面存档备份，存于）